# Kusarakua
Der Kusarakua (auch: River Gaulette) ist ein Fluss an der Küste im Osten von Dominica im Parish Saint David, im Carib Territory.

## Geographie
Der Kusarakua entspringt am Osthang eines nördlichen Ausläufers des Morne La Source im Carib Territory. In nächster Nähe entspringen auch die Flüsse Salibia River (NW) und Mahaut River (S). Der Fluss verläuft stetig nach Nordosten und mündet im Gebiet von La Riviere Gaulette in den Atlantik. Der Fluss ist ca. 2,2 km lang. Kurz vor seiner Mündung erhält er noch Zufluss durch die kleine Ravine Butari (⊙).
Sein Einzugsgebiet grenzt an die Einzugsgebiete von Pagua River, Salibia River und Ravine Benoit (N) sowie Mahaut River.